# Bolan Boogie
Bolan Boogie è un album musicale realizzato da T.Rex nel 1972.

## Tracce
1. Get It On
2. Beltane Walk
3. The King of the Mountain Cometh
4. Jewel
5. She Was Born to Be My Unicorn
6. Dove
7. Woodland Rock
8. Ride a White Swan
9. Raw Ramp
10. Jeepster
11. Fist Heart Mighty Dawn Dart
12. By the Light of a Magical Moon
13. Summertime Blues
14. Hot Love